# 빌헬름 시대
빌헬름 시대(독일어: Wilhelminismus 빌헬미니스무스[*])는 독일사에서 1890년부터 1918년까지, 즉 독일 황제 빌헬름 2세의 재위기간 가운데 오토 폰 비스마르크가 재상에서 사퇴하고 11월 혁명으로 독일 제국이 멸망했을 때까지를 가리키는 시대구분이다. 근현대 국가로서의 독일에 상당한 사회적, 정치적, 문화적, 건축적 영향을 미친 시대로, 프랑스의 벨 에포크에 해당한다.